# スピードガラージ
スピードガラージ (speed garage)［時にプラス8（プラスエイト、plus-8）の名でも知られる］は、UKガラージの始まりと言われる音楽の様式。1997年前後に流行した。

## 特徴
スピードガラージを特徴づける要素の1つは、テンポを若干速めたNYガラージ (NY garage) の4つ打ちのビートとブレイクビーツ的な趣向を取り合わせたリズムである。スネアドラムは4分の4拍子のドラムパターン上で2拍目と4拍目のバスドラムと重なる位置に加え別の位置にも配置される。もう1つはジャングルやレゲエの影響を受けた重量感のあるベースラインである。発音後、ピッチが上下いずれかに滑らかに変化する、またはフィルターのカットオフ周波数が高方に移動し倍音成分が増加して音が明るめになる、もしくはこれらの特徴を併せもつ「スウィーピング・ベース」(sweeping bass) と呼ばれるベース音は、本ジャンルで典型的に使用される音色である。また多くの場合、曲中にブレイクダウンが出現する。タイムストレッチ処理を施したボーカルも時に特色となる。加えてジャングルの強い影響から、銃声やサイレン音などジャングルやダブで聴かれる効果音も多く使用される。

スピードガラージの先駆者としては音楽プロデューサー・DJ・リミキサーのアーマンド・ヴァン・ヘルデン (Armand Van Helden) が広く認められる。スニーカー・ピンプス (Sneaker Pimps) の楽曲「スピン・スピン・シュガー」(Spin Spin Sugar) のヘルデンによる1996年の "Dark Garage" リミックス［2ステップ (2-step) のうちダブステップ (dubstep) の前身となるダークな作風を備えるものに対する呼称の1つとしてのダーク・ガラージ (dark garage) との混同に注意］は本ジャンルがもつスタイルの主流化を促進した。

## 主なアーティスト・楽曲／リミックス
- アーマンド・ヴァン・ヘルデン (Armand van Helden)

"Spin Spin Sugar (Armand's Dark Garage Mix)"
"Digital (Armand Van Helden's Speed Garage Mix)"
- トッド・エドワーズ (Todd Edwards)
- 187ロックダウン (187 Lockdown)

"Gunman"
"Kung-Fu"
- シリアス・デンジャー (Serious Danger)

"Deeper"
"God Is a DJ (Serious Danger Remix)"
- ダブル99 (Double 99)

"RipGroove"
- ループ・ダ・ループ (Loop Da Loop)

"Something Goin' On (Loop Da Loop Uptown / Downtown Mix)"